# Frode Elsness

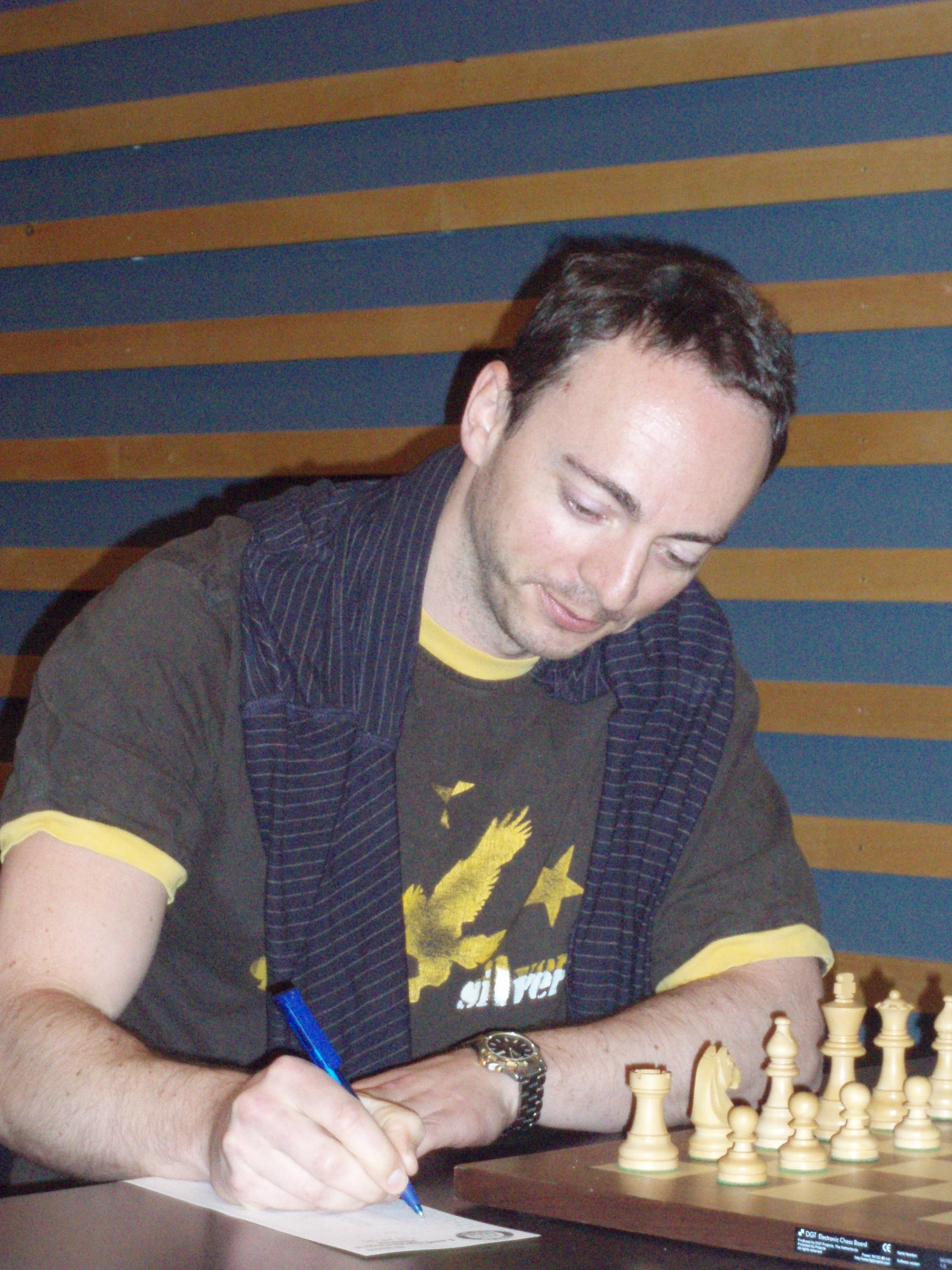
Elsness in 2007

Frode Elsness (15 juni 1973) is een Noorse schaker met FIDE-rating 2452 in 2016. Hij is, sinds 2001, een internationaal meester (IM). In 2008 was hij kampioen van Noorwegen. Naast het schaken is Elsness is een arts.  

## Individuele resultaten
Elsness hield niet bezig met schaken na zijn uitschakeling in het  Gausdal Classics toernooi  in 2001, die gepaard ging met een incident. 
Elsness' terugkeer in het schaken was  in 2004, met een vierde plaats in het kampioenschap van Noorwegen. Ook in juli 2005 speelde hij mee in het toernooi om het kampioenschap van Noorwegen en eindigde daar met 4.5 uit 9 op de tiende plaats. In 2007 won Elsness het open Noors kampioenschap rapidschaak. In 2008 won Elsness voor de eerste keer het kampioenschap van Noorwegen. Elsness en Jon Ludvig Hammer eindigden beiden met  6.5 pt. uit 9 partijen,  in Tønsberg in juli. De play-off in Moss  in september 2008 werd met 1.5-0.5 gewonnen door Elsness.

## Resultaten in schaakteams
Elsness speelde zes  keer  voor Noorwegen in een  Schaakolympiade: in 1996 (2e reserve), in 2000 (2e bord), in 2004 (2e reserve), in 2010 (bord 3), in 2012 (bord 1) en in 2014 (in de B-groep, aan bord 2).

## Schaakvereniging
Elsness speelt voor de schaakvereniging  in Moss.  

## Incident
Elsness speelde in het  Gausdal Classics toernooi  in 2001. In de vijfde ronde vond een incident plaats tijdens zijn partij tegen  Kristian Trygstad, waarin  Elsness trachtte een eindspel van toren en pion tegen toren te winnen.  Theoretisch was de stelling remise, maar  Trygstad was in tijdnood, en had de scheidsrechter verzocht de partij remise te verklaren op basis van artikel 10.2 van de spelregels, dat de scheidsrechter het recht geeft de partij te beëindigen als de spelers  "geen pogingen doen om op 'normale wijze' de partij te winnen". De scheidsrechter Hans Olav Lahlum stelde zijn beslissing uit en volgde het verloop van de partij alvorens hij alsnog Trygstad's claim honoreerde toen diens speeltijd verliep.  Elsness speelde nog in ronde 6, maar verliet voortijdig het toernooi  in protest tegen het besluit in de partij Elsness-Trygstad.

## Externe koppelingen
- (en)   Informatie over schaakpartijen van Frode Elsness op ChessGames.com
- (en)   Informatie over schaakpartijen van Frode Elsness op 365chess.com
- (en)  FIDE-ratinggegevens voor Frode Elsness